# Sidi Yacoub
Sidi Yacoub (franska: Sidi Yacoub (CR), Sidi Yacoub (Commune Rurale), arabiska: واولى) är en kommun i Marocko.   Den ligger i provinsen Azilal och regionen Béni Mellal-Khénifra, i den nordöstra delen av landet, 260 km söder om huvudstaden Rabat. Antalet invånare är 16 633.